# 特里斯滕峰

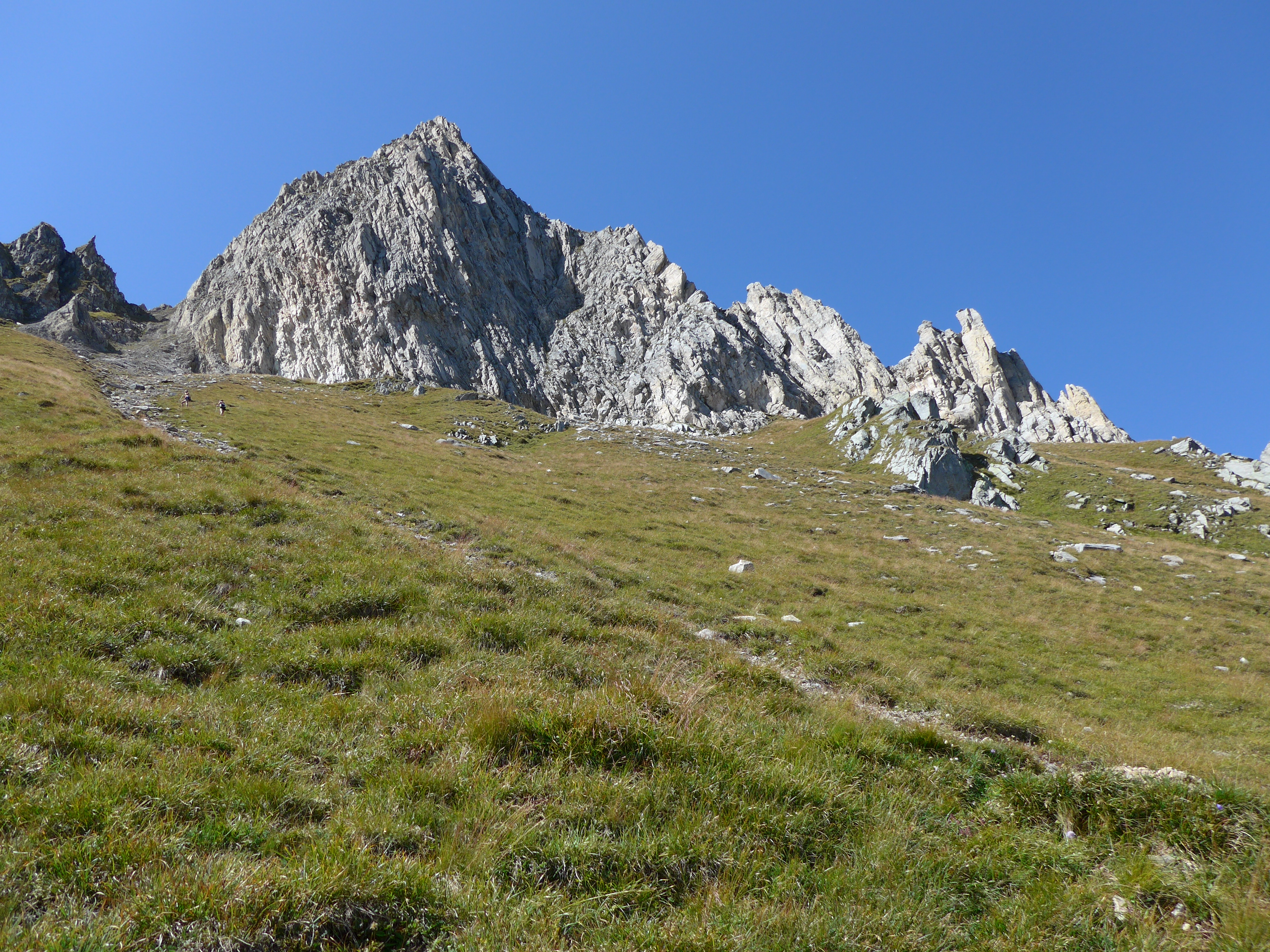

46°56′41″N 11°49′06″E / 46.944848°N 11.818298°E
特里斯滕峰（義大利語：Tristenspitze），是意大利的山峰，位於該國東北部，由博爾扎諾-南蒂羅爾自治省負責管轄，屬於齊勒塔爾阿爾卑斯山脈的一部分，海拔高度2,716米，每年平均降雨量1,579毫米。